# الوكالة الوطنية لإدارة النفايات المشعة
الوكالة الوطنية لإدارة المواد المشعة ( أندرا )، أو الوكالة الوطنية لإدارة النفايات المشعة هي "مؤسسة عامة ذات طبيعة صناعية وتجارية" مكلفة بإدارة النفايات المشعة في فرنسا.
تحت إشراف وزراء البحث والصناعة والبيئة في فرنسا ، تقود وكالة أندرا مهام تكميلية في المجالات الصناعية والبحثية والإعلامية العامة.
يأتي تمويل أندرا من مزيج من المصادر العامة والخاصة، بما في ذلك الضريبة المفروضة على منتجي النفايات المشعة والعقود التجارية مع منتجي النفايات. 
تتولى وكالة أندرا مسؤولية مشروع مستودع سيجو الجيولوجي العميق .